# منزل شيخ الإسلام
منزل شيخ الإسلام (بالفارسية: خانه شیخ الاسلام) هو منزل تاريخي يعود إلى عصر السلالة الصفوية والقاجاريون، ويقع في أصفهان.